# Darren Fletcher
Darren Barr Fletcher (sinh ngày 1 tháng 2 năm 1984) là một cựu cầu thủ bóng đá người Scotland. Anh hiện đang là giám đốc kỹ thuật của Manchester United F.C., câu lạc bộ anh dành phần lớn sự nghiệp để cống hiến.

## Sự nghiệp
Anh gia nhập học viện Bóng đá của Manchester United F.C. vào tháng 7 năm 2000 và chính thức ký hợp đồng chuyên nghiệp đầu tiên trong sự nghiệp là vào tháng 2 năm 2001.
Chàng tiền vệ người Scotland này chơi trận đấu đầu tiên cho Manchester United là vào ngày 12/3/2003 tại vòng bảng Champions League trong trận đấu giữa Manchester United gặp FC Basel. Tiếp sau đó 2 tuần, anh ra sân lần thứ hai trong màu áo Quỷ Đỏ ở trận đấu Manchester United gặp Deportivo La Coruña cũng tại giải đấu này.
Tuy nhiên phải chờ đến chuyến du đấu mùa hè năm 2003 của United tại Mĩ thì Fletcher mới dần dần chứng tỏ khả năng của mình. Chàng tiền vệ này đã có màn trình diễn xuất sắc, đặc biệt là ở các trận đấu với Celtic, Juventus khi được giao nhiệm vụ thay thế vị trí của Roy Keane trong đội hình Quỷ Đỏ. Kết thúc chuyến du đấu này, HLV Alex Ferguson đã dành nhiều lời khen ngợi cho Darren và từ đó đến nay anh được ra sân thường xuyên hơn ở các vị trí tiền vệ trung tâm và tiền vệ cánh phải. Mùa giải 2004 - 2005 sau đó, anh đã chơi 25 trận cho Quỷ Đỏ.
Darren đã có bản hợp đồng có thời hạn 4 năm với United được ký vào tháng 10 năm 2003. Mặc dù thi đấu không thật sự nổi bật và bùng nổ nhưng anh cũng đã góp không ít công lao cho Quỷ Đỏ, bàn thắng đáng nhớ nhất trong màu áo United của Fetcher có lẽ là bàn thắng anh ghi được trong trận đấu lượt đi với Chelsea mùa giải 2005 - 2006, chấm dứt chuỗi trận bất bại của đội bóng này.

## Sự nghiệp quốc tế
Thời gian đầu anh thi đấu cho đội tuyển U21 Scotland nhưng chỉ ít lâu sau, anh được gọi vào đội tuyển quốc gia Scotland bắt đầu từ trận đấu với Na Uy tại Oslo vào ngày 20/8/2003. Huấn luyện viên của Scotland Berti Vogts sau đó đã trao băng đội trưởng cho Fletcher và anh trở thành người đội trưởng trẻ nhất trong lịch sử đội tuyển quốc gia Scotland.

### Bàn thắng quốc tế
| #  | Thời gian            | Địa điểm                         | Đối thủ            | Bàn thắng | Kết quả | Giải đấu                 |
| -- | -------------------- | -------------------------------- | ------------------ | --------- | ------- | ------------------------ |
| 1. | 11 tháng 10 năm 2003 | Hampden Park, Glasgow, Scotland  | Litva              | 1–0       | 1–0     | Vòng loại Euro 2004      |
| 2. | 30 tháng 5 năm 2004  | Easter Road, Edinburgh, Scotland | Trinidad và Tobago | 1–0       | 4–1     | Giao hữu                 |
| 3. | 12 tháng 10 năm 2005 | Arena Petrol, Celje, Slovenia    | Slovenia           | 1–0       | 3–0     | Vòng loại World Cup 2006 |
| 4. | 2 tháng 9 năm 2006   | Celtic Park, Glasgow, Scotland   | Quần đảo Faroe     | 1–0       | 6–0     | Vòng loại Euro 2008      |
| 5. | 3 tháng 9 năm 2011   | Hampden Park, Glasgow, Scotland  | Cộng hòa Séc       | 2–1       | 2–2     | Vòng loại Euro 2012      |

## Thống kê sự nghiệp

### Câu lạc bộ
| Câu lạc bộ           | Mùa giải            | Giải | Giải | Cúp FA | Cúp FA | Cúp Liên đoàn | Cúp Liên đoàn | châu Âu | châu Âu | Khác | Khác | Tổng cộng | Tổng cộng |
| Câu lạc bộ           | Mùa giải            | Trận | Bàn  | Trận   | Bàn    | Trận          | Bàn           | Trận    | Bàn     | Trận | Bàn  | Trận      | Bàn       |
| -------------------- | ------------------- | ---- | ---- | ------ | ------ | ------------- | ------------- | ------- | ------- | ---- | ---- | --------- | --------- |
| Manchester United    | 2002–03             | 0    | 0    | 0      | 0      | 0             | 0             | 2       | 0       | 0    | 0    | 2         | 0         |
| Manchester United    | 2003–04             | 22   | 0    | 5      | 0      | 2             | 0             | 6       | 0       | 0    | 0    | 35        | 0         |
| Manchester United    | 2004–05             | 18   | 3    | 3      | 0      | 3             | 0             | 5       | 0       | 1    | 0    | 30        | 3         |
| Manchester United    | 2005–06             | 27   | 1    | 3      | 0      | 4             | 0             | 7       | 0       | 0    | 0    | 41        | 1         |
| Manchester United    | 2006–07             | 24   | 3    | 6      | 0      | 1             | 0             | 9       | 0       | 0    | 0    | 40        | 3         |
| Manchester United    | 2007–08             | 16   | 0    | 1      | 2      | 0             | 0             | 6       | 0       | 1    | 0    | 24        | 2         |
| Manchester United    | 2008–09             | 26   | 3    | 3      | 0      | 1             | 0             | 8       | 0       | 4    | 1    | 42        | 4         |
| Manchester United    | 2009–10             | 30   | 4    | 0      | 0      | 3             | 0             | 7       | 1       | 1    | 0    | 41        | 5         |
| Manchester United    | 2010–11             | 22   | 2    | 2      | 0      | 1             | 0             | 6       | 1       | 1    | 0    | 32        | 3         |
| Manchester United    | 2011–12             | 8    | 1    | 0      | 0      | 0             | 0             | 2       | 1       | 0    | 0    | 10        | 2         |
| Manchester United    | 2012–13             | 3    | 1    | 0      | 0      | 2             | 0             | 5       | 0       | 0    | 0    | 10        | 1         |
| Manchester United    | 2013–14             | 12   | 0    | 1      | 0      | 3             | 0             | 2       | 0       | 0    | 0    | 18        | 0         |
| Manchester United    | 2014–15             | 11   | 0    | 1      | 0      | 0             | 0             | 0       | 0       | 0    | 0    | 12        | 0         |
| Manchester United    | Tổng cộng           | 223  | 18   | 25     | 2      | 20            | 0             | 66      | 3       | 8    | 1    | 342       | 24        |
| West Bromwich Albion | 2014–15             | 15   | 1    | 0      | 0      | 0             | 0             | 0       | 0       | 0    | 0    | 15        | 1         |
| West Bromwich Albion | 2015–16             | 38   | 1    | 3      | 2      | 1             | 0             | –       | –       | –    | –    | 42        | 3         |
| West Bromwich Albion | 2016–17             | 38   | 2    | 1      | 0      | 1             | 0             | —       | —       | —    | —    | 40        | 2         |
| West Bromwich Albion | Tổng cộng           | 91   | 4    | 4      | 2      | 2             | 0             | —       | —       | —    | —    | 97        | 6         |
| Stoke City           | 2017–18             | 7    | 0    | 0      | 0      | 2             | 0             | —       | —       | —    | —    | 9         | 0         |
| Tổng cộng sự nghiệp  | Tổng cộng sự nghiệp | 321  | 22   | 29     | 4      | 24            | 0             | 66      | 3       | 8    | 1    | 448       | 30        |

Số liệu thống kê chính xác tới ngày 30 tháng 9 năm 2017

### Quốc tế
| Đội tuyển bóng đá Scotland | Đội tuyển bóng đá Scotland | Đội tuyển bóng đá Scotland |
| Năm                        | Trận                       | Bàn                        |
| -------------------------- | -------------------------- | -------------------------- |
| 2003                       | 4                          | 1                          |
| 2004                       | 9                          | 1                          |
| 2005                       | 7                          | 1                          |
| 2006                       | 7                          | 1                          |
| 2007                       | 7                          | 0                          |
| 2008                       | 6                          | 0                          |
| 2009                       | 6                          | 0                          |
| 2010                       | 7                          | 0                          |
| 2011                       | 5                          | 1                          |
| 2012                       | 3                          | 0                          |
| 2013                       | 0                          | 0                          |
| 2014                       | 4                          | 0                          |
| 2015                       | 5                          | 0                          |
| 2016                       | 7                          | 0                          |
| 2017                       | 3                          | 0                          |
| Tổng cộng                  | 80                         | 5                          |

## Cuộc sống gia đình
Fletcher là cha của bé trai sinh đôi, Jack và Tyler (sinh năm 2007) với vợ của mình là Hayley Grice

## Danh hiệu

### Manchester United
- Ngoại hạng Anh (5): 2006–07, 2007–08, 2008–09, 2010-11, 2012-13
- Cúp FA (1): 2003–04
- Cúp Liên đoàn Anh (3): 2005-06, 2008-09, 2009-10
- Siêu cúp Anh (6): 2003, 2007, 2008, 2010, 2011, 2013
- UEFA Champions League (1): 2007–08
- FIFA Club World Cup (1): 2008

### Cá nhân
- PFA Premier League Team of the Year (1): 2009–10

### Đội tuyển
- Kirin Cup (1): 2006